# Здравко Маријанац
Здравко Маријанац (Јајце, 10. децембар 1936 — Бањалука, 1. децембар 2017) био је пензионисани српски професор, доктор и бивши декан Природноматематичког факултета Универзитета у Бањалуци, члан Савјета за демографску политику Републике Српске и члан Сената Републике Српске.
После краће болести преминуо је у Бањалуци, 1. децембра 2017. године